# Slag bij Dolores

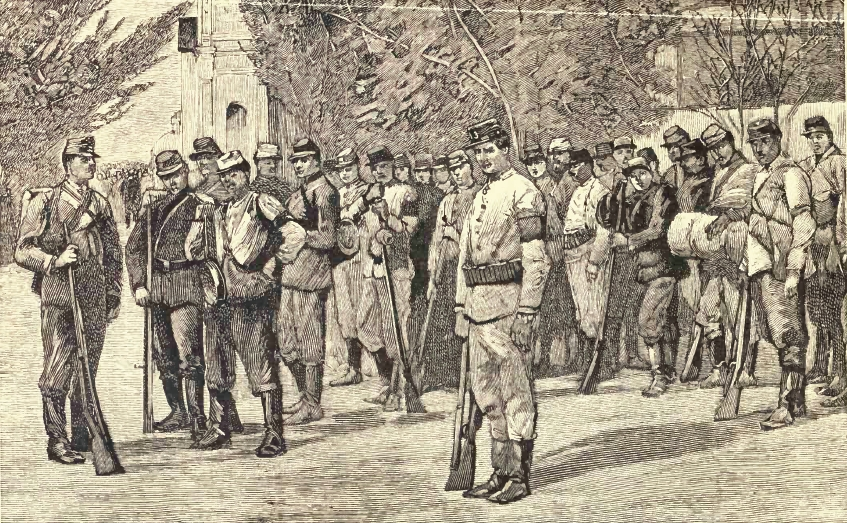
Chileense militairen in 1891

De Slag bij Dolores vond op 15 februari 1891 plaats, tijdens de noordelijke campagne in de Chileense Burgeroorlog.
Nadat Pisagua op 6 februari 1891 in handen van het rebellenleger van het Congres was gevallen, begon de bevelhebber van de rebellen ter plaatse, kolonel Estanislao del Canto, met de aanleg van loopgraven in het heuvelland Dolores, Tarapacá om zich beschermen tegen een nieuwe aanval van het regeringsleger. Bovendien beschikte kolonel Del Canto over een goed uitzicht over de omgeving.
Op 14 februari vertrok een kolonne van het regeringsleger onder bevel van kolonel Eulogio Robles vanuit Iquique per spoor in de richting van Pisagua. Op 15 februari rond 15:00 uur kwam het tot een treffen met de rebellen die vanaf de heuvels de mannen van kolonel Robles onder vuur namen. De regeringstroepen, die veruit in de minderheid waren, verloren in de drie uur durende slag ongeveer de helft van hun manschappen en werden verslagen. Kolonel Robles wist niettemin te ontkomen.
De slag bij Dolores had tot gevolg dat het bestuur van Iquique zich overgaf aan de rebellen. In Iquique werd de voorlopige revolutionaire regering gevestigd (april 1891).

## Bron
- Kunz, Hugo: Der Bürgerkrieg in Chile : mit Porträts, Karten und Plänen. F. A. Brockhaus, Leipzig 1892, p. 41

Zapiga · Alto Hospicio · Punitaqui · Pisagua · Dolores · Huara · Aduana Iquique · Itata-incident · Pozo Almonte · Valparaíso · Caldera · Vallenar · Slachting bij Lo Cañas · Concón · Viña del Mar · Placilla · Baltimorecrisis